# Craterul Elbow
Elbow este un crater de impact meteoritic în Saskatchewan, Canada.

## Date generale
Are 8 km în diametru și are vârsta estimată la 395 ± 25 milioane ani (Devonian). Craterul nu este expus la suprafață.